# Волга-А
П-10 «Волга-А» — (по классификации МО США и НАТО — Knife Rest B) — советская наземная радиолокационная станция дальнего обнаружения, работавшая в метровом диапазоне волн. Результат усовершенствования РЛС П-8. В 1953 году прошла полевые испытания, после чего была принята на вооружение Советской Армией и использовалась в войсках ПВО, ВВС и ВМФ. В дальнейшем была заменена РЛС П-12.

## ТТХ
- Дальность обнаружения самолетов — до 180—200 км.
- Потолок обнаружения — 16 000 м.
- Разрешающая способность по дальности — 2,5 км, по азимуту — 2,5°.
- Мощность в импульсе — от 55 до 75 кВт.
- Чувствительность приемника на основной частоте 3 мкВ, на крайних частотах — 4 мкВ.

## Особенности конструкции
- Антенное устройство было реализована в виде четырёх одинаковых антенн типа «волновой канал», расположенных в виде квадрата 2х2 с шириной диаграммы направленности 20—24° в горизонтальной плоскости; антенна работала как на приём, так и на передачу.
- Блок защиты от помех.
- Наземный радиолокационный запросчик НРЗ-1.
- Индикатор кругового обзора.
- Индикатор высоты в комплексе с гониометром для измерения угла места цели. Высота цели определялась при помощи номограмм.

## Особенности работы
В этой станции были реализованы методы противодействия радиоэлектронной борьбы. В случае появления радиотехнических помех осуществлялся переход на другую основную частоту.
Оморяченая РЛС П-10 была установлена на ряде кораблей советского флота, таких как эсминец Неустрашимый проекта 41, переоборудованные в суда воздушного наблюдения тральщики проекта 254 (20шт), и другие